# Орловский, Константин Иванович (тайный советник)
Константин Иванович Орловский (1810—1876) — тифлисский гражданский губернатор, тайный советник.

## Биография
Поляк по национальности. Родился в 1810 году и происходил из дворян Бессарабской губернии.
В начале 1827 году он поступил на службу в канцелярию Бессарабского губернатора. Четыре с половиной года спустя, перешёл в канцелярию Новороссийского и Бессарабского генерал-губернатора и в 1831 году, помимо исполнения своих обязанностей по канцелярии генерал-губернатора, занимался в Совете Одесского института благородных девиц, который оставил лишь в конце августа 1834 года, из-за перевода на службу в Грузию. 
В Грузии, в качестве чиновника канцелярий главноуправляющего, К. И. Орловский усердно работал по вопросам о расширении торговли России с Персией и о развитии шелководства в Закавказье. Тщательно изучив историю и современное положение обоих этих вопросов, Орловский в 1838 году представил главноуправляющему Грузией обширную докладную записку. В этом же году он был командирован для временного управления делами Высочайше утвержденного Закавказского Российского общества шелководства и торговли, с оставлением при канцелярий главноуправляющего Грузией. При его содействии были завязаны прочные торговые сношения с Персией, для более же успешного хода шелководства была учреждена в Царь-Абаде школа шелководства, первым директором которой стал К. И. Орловский. 
В июне 1844 года Орловский был назначен исправляющим должность начальника 2-го отделения канцелярий Главного управления Закавказским краем, а в сентябре ему был поручен также сбор сведений, касающихся военных сословий Каспийской области. С 22 августа 1846 года по 1 января 1850 года Орловский служил эриванским уездным судьёй, после чего он был назначен советником Эриванского губернского правления, а 25 апреля 1852 года был назначен председателем Эриванского губернского суда и эту должность занимал около восьми лет, причем 18 декабря 1859 года был произведён в действительные статские советники.
В 1860 году он возглавил Тифлисскую губернию: после военного губернатора А. Х. Капгера он стал первым гражданским тифлисским губернатором; назначенный на должность 25 марта 1860 года он оставался в ней до самой своей смерти, последовавшей 8 (20) марта 1876 года в Тифлисе.
К. И. Орловский имел все ордена, до ордена Белого Орла включительно. В 1866 году он был произведён в тайные советники.
Женой К. И. Орловского была Луиза Ивановна Прибиль, дочь известного в Грузии врача И. А. Прибиль. Их сын, Владимир Константинович Орловский (1859—?), ставший владельцем дачи «Каунисранта» (ныне — территория дачного посёлка Ушково).